# Kombinacja norweska na Zimowej Uniwersjadzie 2017
Kombinacja norweska na Zimowej Uniwersjadzie 2017 rozgrywana była w dniach 29 stycznia–5 lutego 2017. Zawodnicy rywalizowali w trzech męskich konkurencjach – dwóch indywidualnych i jednej drużynowej.

## Terminarz
| Data     | Konkurencja                       | Godzina     |
| -------- | --------------------------------- | ----------- |
| 1 lutego | Skocznia normalna/bieg na 10 km   | 11:00 UTC+6 |
| 3 lutego | Bieg na 10 km/skocznia normalna   | 9:00 UTC+6  |
| 5 lutego | Skocznia normalna/sztafeta 3×5 km | 10:40 UTC+6 |

## Zestawienie medalistów
| Konkurencja                     | Złoto                                                   | Wynik   | Srebro                                                     | Wynik   | Brąz                                               | Wynik   |
| Skocznia normalna/bieg na 10 km | Wiaczesław Barkow                                       | 24:26.5 | Adam Cieślar                                               | 24:27.5 | Paweł Słowiok                                      | 24:34.3 |
| Bieg na 10 km/skocznia normalna | Adam Cieślar                                            | 242.2   | Tobias Simon                                               | 240.4   | Go Sonehara                                        | 233.2   |
| Konkurs drużynowy               | Polska Wojciech Marusarz · Adam Cieślar · Paweł Słowiok | 34:07.9 | Rosja Timofiej Borisow · Samir Mastiew · Wiaczesław Barkow | 34:52.7 | Japonia Shota Horigome · Gō Yamamoto · Go Sonehara | 35:29.1 |

## Klasyfikacja medalowa
| Miejsce | Państwo | złoto | srebro | brąz | Razem |
| ------- | ------- | ----- | ------ | ---- | ----- |
| 1.      | Polska  | 2     | 1      | 1    | 4     |
| 2.      | Rosja   | 1     | 1      | 0    | 2     |
| 3.      | Niemcy  | 0     | 1      | 0    | 1     |
| 4.      | Japonia | 0     | 0      | 2    | 2     |

## Wyniki

### Skoki na skoczni normalnej/bieg na 10 km
| Miejsce | Zawodnik          | Reprezentacja | Skok (pkt) | Czas biegu | Strata  |
| ------- | ----------------- | ------------- | ---------- | ---------- | ------- |
| złoto   | Wiaczesław Barkow | Rosja         | 114.2      | 24:26.5    |         |
| srebro  | Adam Cieślar      | Polska        | 114.5      | 24:27.5    | +1,0    |
| brąz    | Paweł Słowiok     | Polska        | 108.8      | 24:34.3    | +7.8    |
| 4.      | David Welde       | Niemcy        | 108.3      | 24:45.3    | +18.8   |
| 5.      | Gō Yamamoto       | Japonia       | 128.6      | 25:10.4    | +43.9   |
| 6.      | Tobias Simon      | Niemcy        | 123.1      | 25:11.1    | +44.6   |
| 7.      | Wiktor Pasicznyk  | Ukraina       | 101.1      | 25:12.1    | +45.6   |
| 8.      | Samir Mastiew     | Rosja         | 100.5      | 25:25.6    | +59.1   |
| 9.      | Go Sonehara       | Japonia       | 109.5      | 25:30.6    | +1.04.1 |
| 10.     | Martin Zeman      | Czechy        | 106.4      | 26:01.4    | +1:34.9 |
| ...     |                   |               |            |            |         |
| 11.     | Wojciech Marusarz | Polska        | 100.6      | 26:25.7    | +1:59.2 |

### Bieg na 10 km ze startu wspólnego/skoki na skoczni normalnej
| Miejsce | Zawodnik          | Reprezentacja | Czas biegu | Punkty za bieg | Skok 1 (m) | Skok 2 (m) | Punkty łącznie |
| ------- | ----------------- | ------------- | ---------- | -------------- | ---------- | ---------- | -------------- |
| złoto   | Adam Cieślar      | Polska        | 22:56.6    | 119.7          | 97,5       | 95,5       | 242.2          |
| srebro  | Tobias Simon      | Niemcy        | 23:29.3    | 111.5          | 98,5       | 97,0       | 240.4          |
| brąz    | Go Sonehara       | Japonia       | 23:00.8    | 118.5          | 90,0       | 97,0       | 233.2          |
| 4.      | Paweł Słowiok     | Polska        | 22:55.2    | 120.0          | 95,5       | 92,0       | 231.0          |
| 5.      | Gō Yamamoto       | Japonia       | 24:25.8    | 97.2           | 98,5       | 100,0      | 230.9          |
| 6.      | David Welde       | Niemcy        | 23:01.9    | 118.2          | 92,0       | 91,5       | 222.0          |
| 7.      | Wiktor Pasicznyk  | Ukraina       | 22:57.1    | 119.5          | 88,5       | 90,0       | 216.5          |
| 8.      | Timofiej Borisow  | Rosja         | 25:07.2    | 87.0           | 95,5       | 96,0       | 209.8          |
| 9.      | Wojciech Marusarz | Polska        | 23:39.4    | 109.0          | 87,5       | 89,0       | 207.2          |
| 10.     | Kazuma Yamamoto   | Japonia       | 24:47.0    | 92.0           | 94,5       | 90,0       | 204.3          |

### Skoki na skoczni normalnej/sztafeta 3x5 km
| Miejsce | Reprezentacja | Zawodnicy                                          | Nota i miejsce po skokach | Czas biegu |
| ------- | ------------- | -------------------------------------------------- | ------------------------- | ---------- |
| złoto   | Polska        | Wojciech Marusarz, Adam Cieślar, Paweł Słowiok     | 341.7 (4)                 | 0.0        |
| srebro  | Rosja         | Timofiej Borisow, Samir Mastiew, Wiaczesław Barkow | 353.0 (2)                 | +29.8      |
| brąz    | Japonia       | Shota Horigome, Gō Yamamoto, Go Sonehara           | 356.8 (1)                 | +1:01.2    |
| 4.      | Niemcy        | Tom Krause, Tobias Simon, David Welde              | 348.9 (3)                 | +1:20.8    |
| 5.      | Ukraina       | Rusłan Bałanda, Walerii Morozow, Wiktor Pasicznyk  | 242,8 (6)                 | +4:30.3    |
| 6.      | Kazachstan    | Czingiz Rakparow, Rassul Gairbekow, Aly Aybek      | 243.5 (5)                 | +7:25.0    |